# Адхана, Сингхрадж
Сингхрадж Адхана (на соревнованиях просто Сингхрадж; род. 26 января 1982, Фаридабад, Харьяна) — индийский стрелок-паралимпиец. Серебряный (пистолет, 50 м) и бронзовый (пневматический пистолет, 10 м) призёр летних Паралимпийских играх 2020 года в Токио. Спортивный класс SH1.

## Биография
Сингхрадж родился 26 января 1982 года. Живёт в Фаридабаде.
Занимал пост председателя школы в родном городе.
Женат.

## Карьера
Сингхрадж завоевал золотую медаль в команде (класс P4) и серебро в личном зачёте на Кубке мира в Шатору в 2018 году. В том же году он стал бронзовым призёром Паралимпийских Азиатских игр 2018 года в Джакарте.
В 2019 году он стал победителем в командных соревнованиях и серебряным призёром в личном зачёте на Кубке мира в Аль-Айне. Затем он завоевал два золота в командных соревнованиях (категории P1, P4) и две бронзы в индивидуальных соревнованиях и командном первенстве (P6) на Кубке мира в Осиеке в 2019 году. В том же году завоевал бронзовую медаль в команде (класс P4) на чемпионате мира в Сиднее.
На Кубке мира в Аль-Айне 2021 года завоевал золото в классе P1, серебро в командном зачёте (P4) и бронзу в личном зачёте (P4). Принял участие на летних Паралимпийских играх 2020 года, где завоевал бронзу в стрельбе из пневматического пистолета с 10 метров. Позднее стал серебряным призёром в стрельбе из пистолета с 50 метров в классе SH1, уступив только соотечественнику Манишу Нарвалу.